# Веревчина (річка)
Веревчина, або Вірьо́вчина (вторинно від перекрученого російською верёвочная) — річка на півдні України, в Херсонській та Миколаївській областях, впадає у протоку Дніпра Кошову.
Річка Веревчина бере свій початок біля села Новоіванівка Баштанського району Миколаївській області. Довжина річки 115 км (в межах Херсонської області — 53 км), ширина річища від 6 до 20 метрів, ширина заплави 100–800 метрів. В деяких місцях річка перетинається Інгулецькою зрошувальною системою, тому часто важко прослідкувати за її руслом. Річка протікає в Баштанському районі Миколаївської області, Херсонському районі Херсонської області, а також в Дніпровському, Центральному та Корабельному районах м. Херсона. Впадає в р. Кошову.

## Населені пункти

Річка Веревчина в районі Шуменського мікрорайону

Річка Веревчина протікає в таких населених пунктах: Новоіванівка, Київське, Явкине, Сухий Став,Покровське, Червона Долина, Широке, Любине, Новопетрівка, Любимівка, Калинівка, Бурханівка, Мирне, Гуляйгордок Баштанського району, Загорянівка, Східне, Мірошниківка, Музиківка, Висунці, Чорнобаївка Херсонського району, Зеленівка Дніпровського району міста Херсона, Степанівка, мікрорайон Північний Центрального району міста Херсона, а також мікрорайон Шуменський, Зимівник та Комишани Корабельного району міста Херсона.

## Природні особливості

### Флора
Болотна рослинність річки Веревчина займає більшу частину берегів річки і представлена переважно формаціями очерета звичайного. Це широко розповсюджена злакова рослина. Зарості його відіграють важливу екологічну роль. Вони очищають води річки від забруднення, виконують функції звичайного фільтра. А також захищають береги від руйнування, створюють сприятливі умови для життя та гніздування навколоводних птахів. Крім очерета звичайного зустрічаються також окремі ділянки рогоза вузьколистого та широколистого, осоки, крім того є поодинокі рослини плетухи звичайної, півників болотних, пасльона солодко-гіркого, куги озерної. На берегах річки зустрічаються верби, маслинка вузьколиста, а також тополі білі та чорні.
Дерева, що ростуть по обидва боки Веревчини, закріплюють береги річки, їхнє насіння служить кормом для зимуючих новколоводних птахів. На гілках дерев деякі птахи будують свої гнізда. На корі дерев виявлено проростання двох видів лишайників: пармелія та ксанторія.
За даними дослідників, ділянка заплави площею 0,4 га, на якій нараховується понад 50 видів трав'янистої рослинності.

Дачі на березі р. Веревчина

### Фауна
У водах Веревчини та на поверхні мешкають такі водні безхребетні тварини: п'явка медична, водомірка, плавунець широкий, рак річковий, молюски, котушка обплямована, дресейна мінлива. У водному середовищі розвиваються личинки комарів, які є цінним елементом природного корму для риб. У річці в цей час зустрічаються окунь, щука, карась, лящ. Також у водах річки знаходять свій притулок тритони, водяні черепахи, жаби та вужі. На берегах Веревчини, особливо на схилах водяться ящірки.
Порівняно багато представлений пташиний світ річки.

Найпоширеніші види, які зустрічаються восени: шпак, горобець польовий, грач, горобець хатній, мартин сріблястий. Навесні та влітку найпоширеніші такі види як: ластівка сільська, ластівка міська, серпокрилець чорний, шпак. Зимовий облік птахів показує, що найпоширеніші види птахів що в нас зимують: граки, голуби, горобці, мартини, костогризи, шпаки. Всього у 2000 році нараховано 22 види зимуючих птахів.

Назва річки на вказівнику в районі с. Чорнобаївка

Обліки зимуючих навколоводних птахів показують, що на річці зимують 7 видів птахів, які відносяться до 4 рядів: крижень, чирок-тріскунок, лиска, лебідь-шипун, курочка водяна, баклан великий, чайка. Найменша кількість птахів відмічена в 1997 році — 37, а найбільша у 2001 році — 587 особів.
На берегах річки живуть також кажани. Серед гризунів зустрічаються пацюки, зайці, миші.
- див. також: Колонія_диких_кроликів_(Херсонська_область)

## Екологічний стан
Через міські очисні споруди, що розташовані на правому березі річки Веревчиної, щорічно проходить 200–250 тис. м3 комунально-побутових та промислових вод міста, які після очищення і скидаються в цю річку. Певні проблеми технічного плану, що існують на очисних спорудах, зокрема, невчасне чищення біологічних ставків приводить до того, що велика кількість забруднювачів залишається в водах, які потрапляють у Вірьовчину.

Річка в районі с. Чорнобаївка

Станом на червень 2010 р. Херсонською обласною санітарно-епідеміологічною станцією досліджено проби води р. Веревчини. За результатами досліджень встановлено високу бактеріальну забрудненість річкової води.

Вірьовчина навесні

Основні екологічні проблеми річки Веревчини:

- Відсутність прибережних захисних смуг та водоохоронних зон річки.
- Надмірний випас худоби у річковій долині.
- Скидання побутового та іншого сміття населенням в прибережній водоохоронній зоні.
- Недосконалість очисних споруд, що скидають стічні води у річку.
- Спалювання очерету.
- Вирубування дерев, які закріплюють береги річки Вірьовчина.